# 사쿠라야마역
사쿠라야마역(일본어: 桜山駅, さくらやまえき)은 일본 아이치현 나고야시 미즈호구에 위치한 철도역이다.
나고야 시립대학 병원이 근처에 있어서 역명판에 시립 대학병원도 표기되고 있다.

## 역 구조
섬식 승강장 1면 2선의 지하역으로 스크린도어가 설치되어 있다. 승강장은 20m 8량 편성까지 대응한다. 도쿠시게 방향에 인상선이 있고 새벽에 2편성 설정되어 있는 당역 시발 열차(나카무라쿠야쿠쇼 행과 도쿠시게 행 각 1개씩), 2개 설정되어 있는 당역 정차 열차에 제공된다.

### 타는 곳
| 1 | ■ 사쿠라도리 선 | 아라타마바시·도쿠시게 방면      |
| 2 | ■ 사쿠라도리 선 | 이마이케·나고야·다이코도리 방면 |

## 역세권 정보
- 나고야 시 박물관
- 나고야 시립 미즈호 도서관
- 나고야 대학 유학생 회관
- 사쿠라야마 상점가
- 쇼와 우체국
- 아이치 은행
- 나고야 은행
- 나고야 시립 대학

## 역사
- 1994년 3월 30일: 영업 개시.
- 2011년 6월 4일: 스크린도어 사용 개시.

## 사진

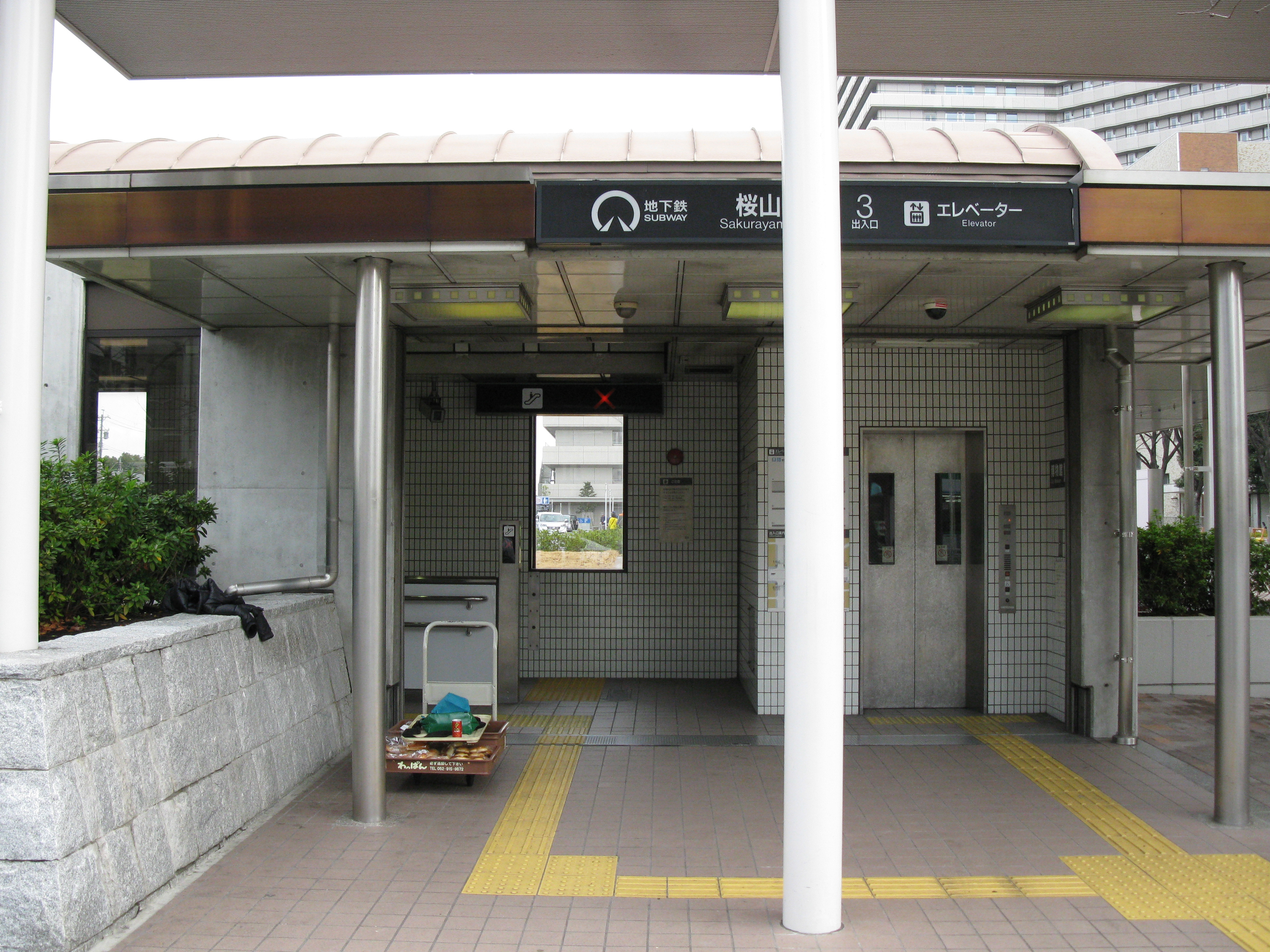
3번 출입구

## 인접역
| 나고야 시 교통국 ■ 지하철 사쿠라도리 선 | 나고야 시 교통국 ■ 지하철 사쿠라도리 선 | 나고야 시 교통국 ■ 지하철 사쿠라도리 선 |
| --------------------------------------- | --------------------------------------- | --------------------------------------- |
| S 10 고키소 나카무라쿠야쿠쇼 방면       |                                         | 다이코도리 S 12 도쿠시게 방면           |